# Ilya Solovyov
Ilya Solovyov (Maguilov, Bielorrusia, 20 de julio de 2000) es un jugador profesional bielorruso de hockey sobre hielo que se desempeña en la posición de defensor izquierdo en Calgary Flames, equipo de la National Hockey League (NHL).

## Carrera
Fue seleccionado en la séptima ronda en la NHL Entry Draft de 2020. En 2023 hizo su debut profesional con el equipo Calgary Flames, donde lleva jugando una temporada.